# 東長崎駅

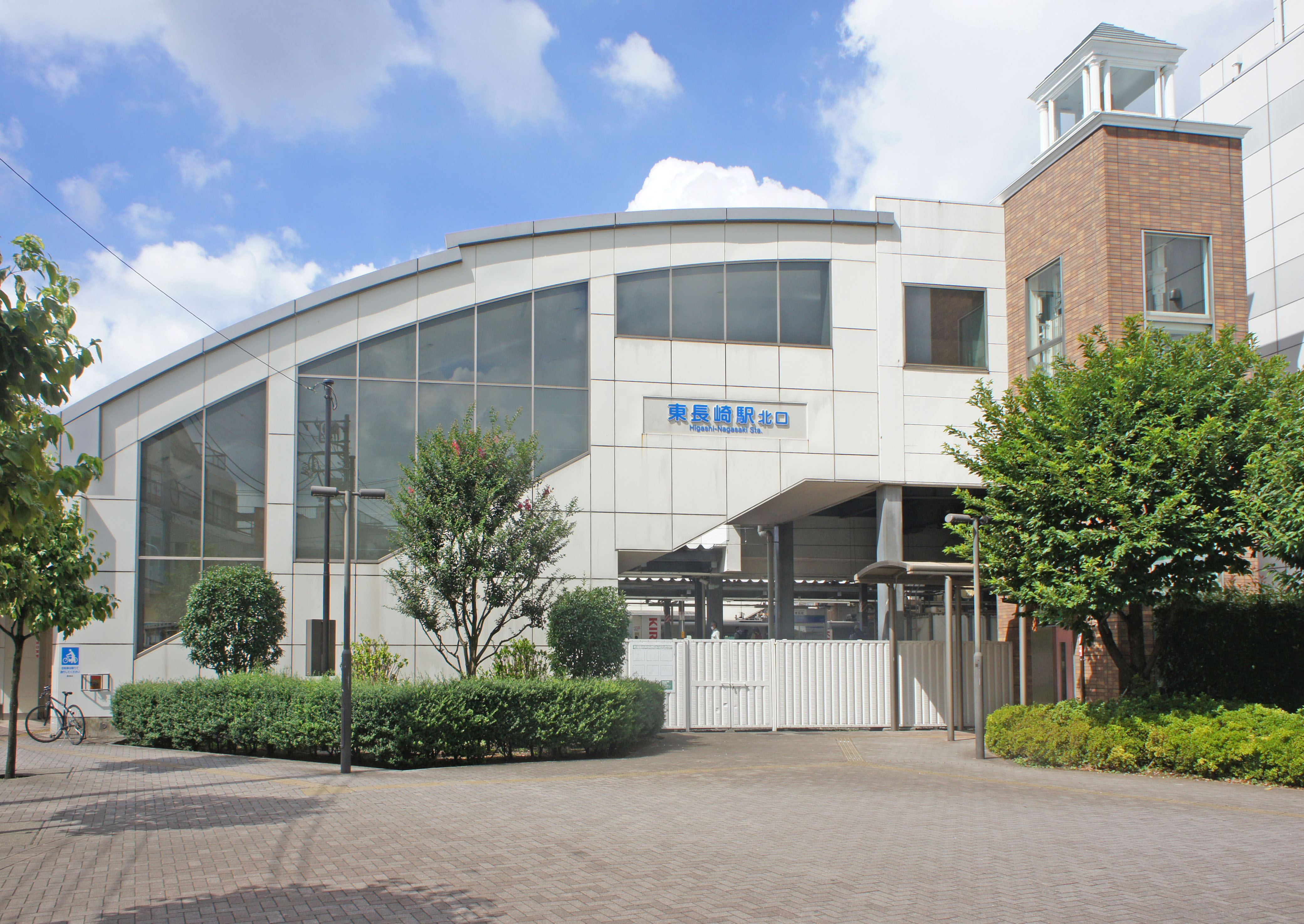
北口（2022年7月）

東長崎駅（ひがしながさきえき）は、東京都豊島区長崎五丁目にある、西武鉄道池袋線の駅である。駅番号はSI03。豊島区最西端の駅。
練馬駅から分岐する豊島線の列車も利用可能である。

## 歴史
- 1915年（大正4年）4月15日 - 開業。
- 1964年（昭和39年）2月16日 - 橋上駅舎の使用開始[1]。
- 2007年（平成19年）3月16日 - 改築された現・橋上駅舎の使用開始[2][1]。

### 駅名の由来
所在地名（開業当時は長崎村）に由来する。「東長崎」となったのは、長崎県長崎市の長崎駅と区別するためである。

## 駅構造
島式ホーム2面4線を有する地上駅。江古田駅の優等列車待避機能を移転させるために駅改修工事が施工され、2008年6月14日より当駅での優等列車通過待避を開始した。
橋上駅舎を有している。ホームと改札、改札階と北口・南口地上との間をそれぞれ連絡するエレベーターと、ホームと改札階、改札階と南口地上との間をそれぞれ連絡するエスカレーターが設置されている。トイレは2階改札内にあり、多機能トイレを併設する。
当駅のホーム有効長は10両編成に対応しているが、これは緊急時に優等列車等が臨時に使用することを想定したものである。
江古田寄りの上り本線と下り本線間に、片渡り線があり、3・4番ホームには下り方向の出発信号機が建植されている。現在では、臨時列車や、土・休日ダイヤの早朝に保谷始発の定期回送列車が当駅4番ホームに到着後、下り方面へ折返す時に使用されている（この列車は、豊島線豊島園駅まで回送された後、豊島園始発となる）。なお、夜間留置は現在行われていない。

### のりば
| ホーム | 路線           | 方向 | 行先                   |
| ------ | -------------- | ---- | ---------------------- |
| 1・2   | 池袋線・豊島線 | 下り | 所沢・飯能・豊島園方面 |
| 3・4   | 池袋線         | 上り | 椎名町・池袋方面       |

（出典：西武鉄道:駅構内図）

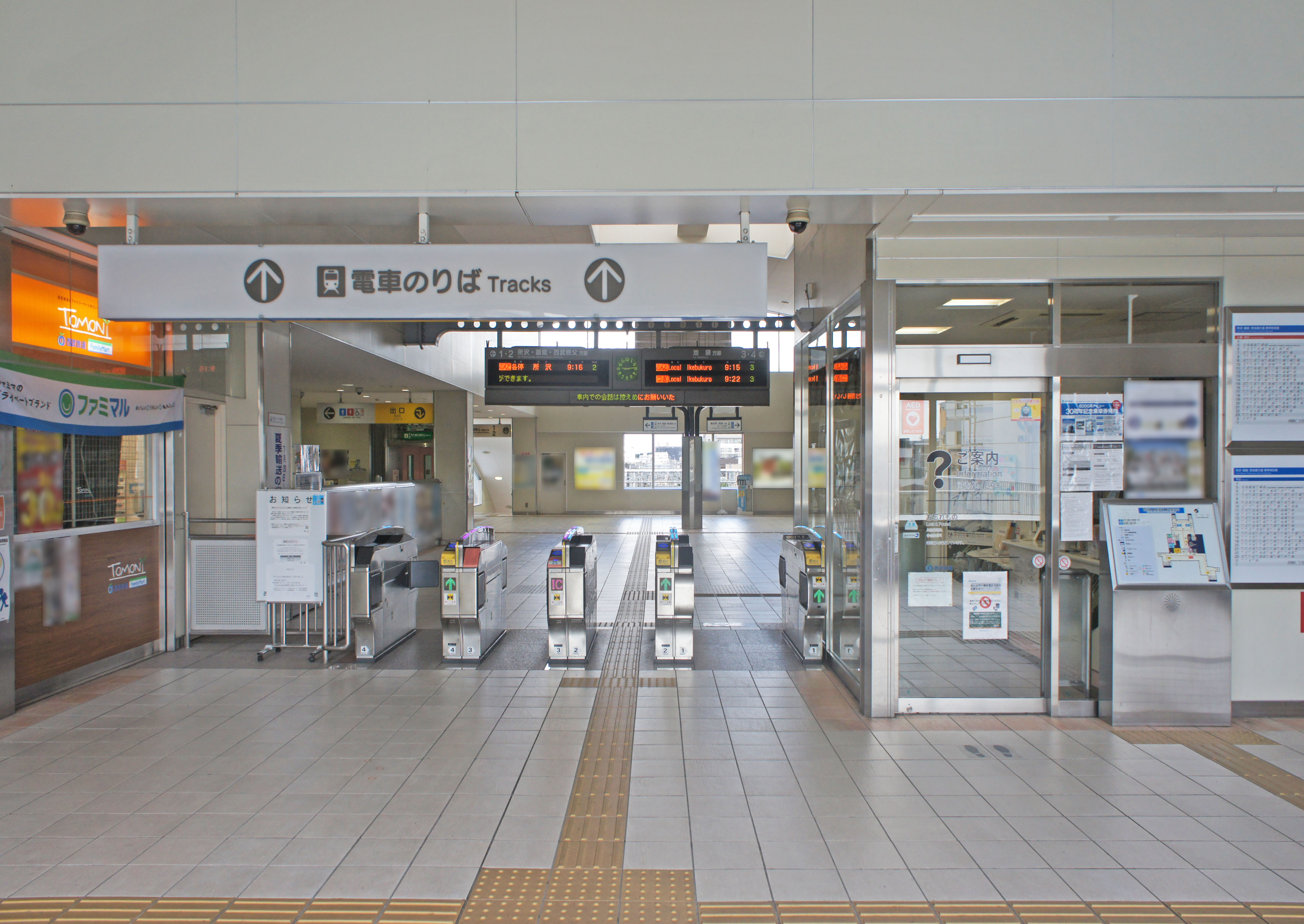
改札口（2022年7月）
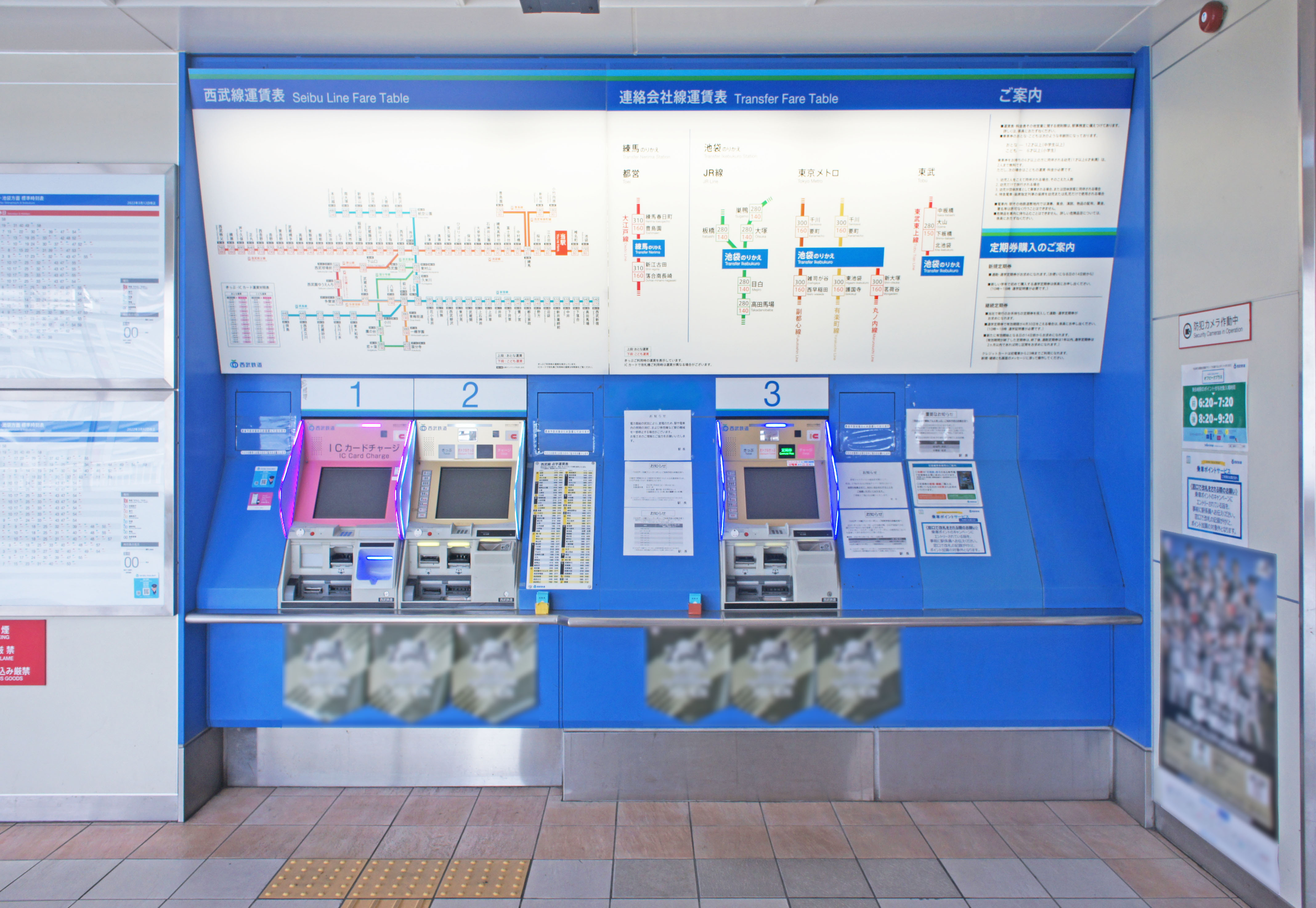
自動券売機（2022年7月）
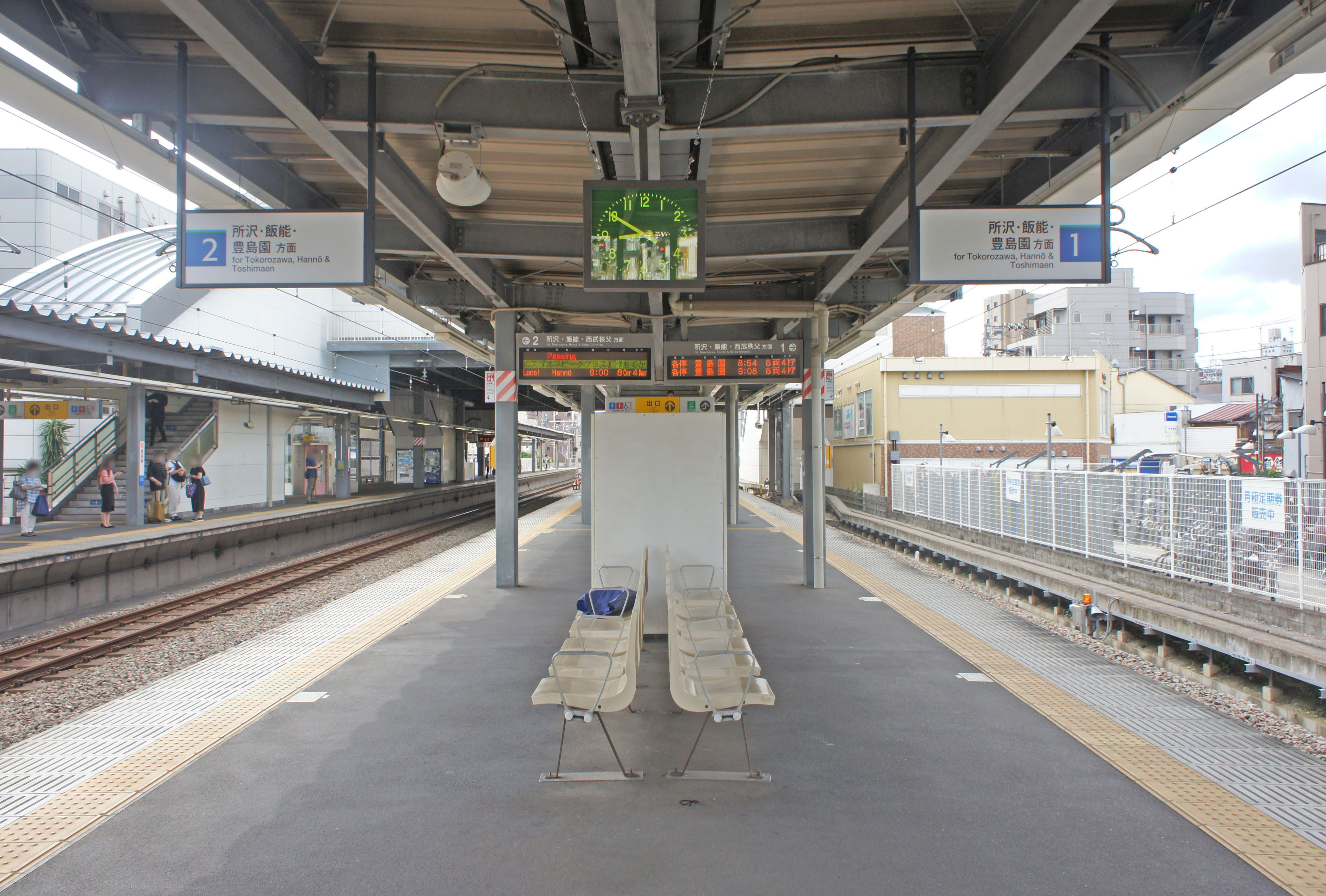
1・2番ホーム（2022年7月）
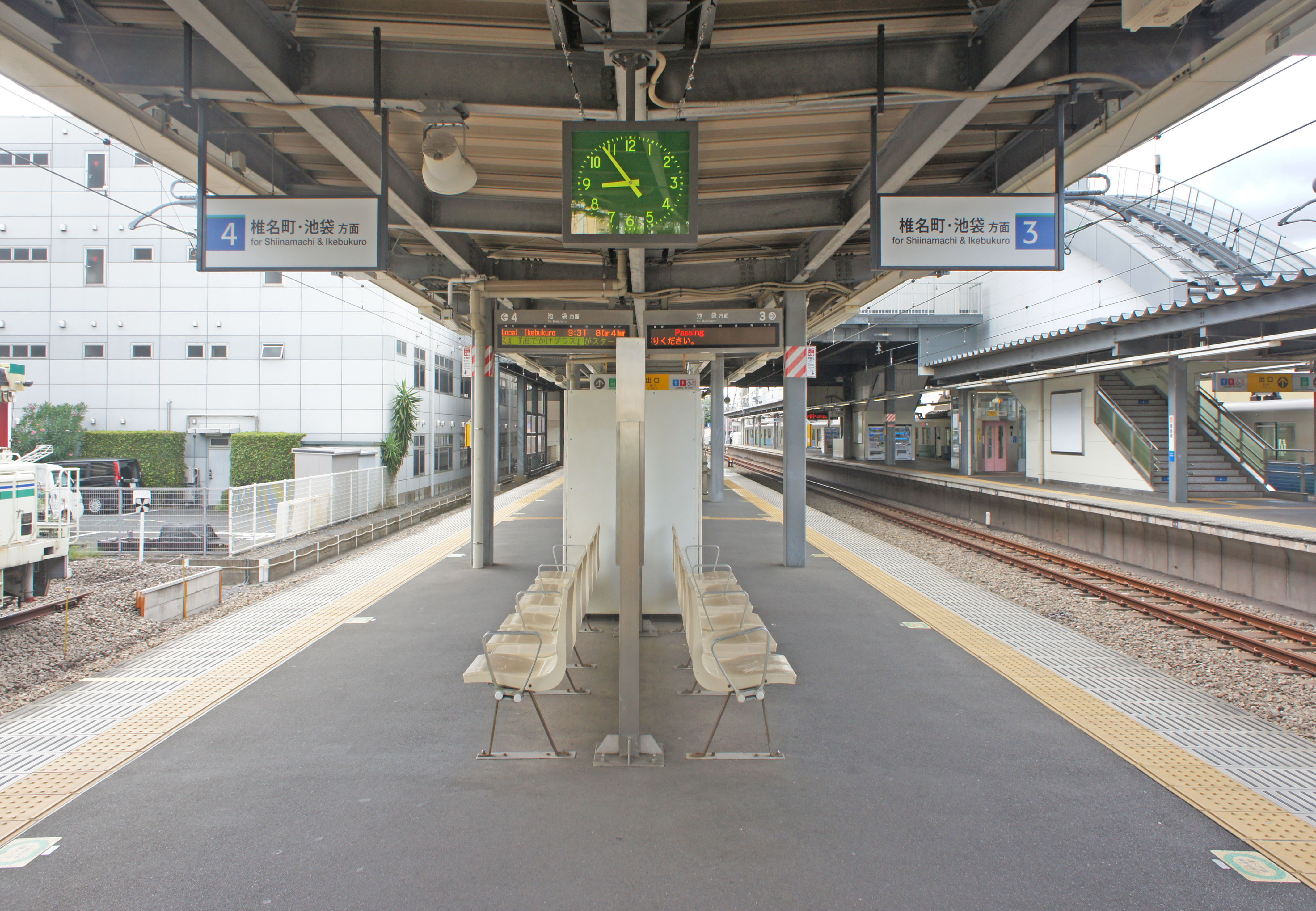
3・4番ホーム（2022年7月）

### 駅構造の変遷
当駅の構造・配線は、2007年3月以降、駅舎改築および待避施設設置などにより、以下の通り変遷している。
| ホーム | 路線   | 方向 | 行先                   |
| ------ | ------ | ---- | ---------------------- |
| 1      | 池袋線 | 上り | 椎名町・池袋方面       |
| 2      | 池袋線 | 下り | 所沢・飯能・豊島園方面 |

| ホーム | 路線   | 方向 | 行先                   |
| ------ | ------ | ---- | ---------------------- |
| 1      | 池袋線 | 下り | 所沢・飯能・豊島園方面 |
| 2      | 池袋線 | 上り | 椎名町・池袋方面       |

| ホーム | 路線                                    | 方向                                    | 行先                                    |
| ------ | --------------------------------------- | --------------------------------------- | --------------------------------------- |
| 1      | 池袋線                                  | 下り                                    | 所沢・飯能・豊島園方面                  |
| 2      | 未使用（2007年9月15日までの上りホーム） | 未使用（2007年9月15日までの上りホーム） | 未使用（2007年9月15日までの上りホーム） |
| 3      | 池袋線                                  | 上り                                    | 椎名町・池袋方面                        |
| 4      | 未使用                                  | 未使用                                  | 未使用                                  |

| ホーム | 路線                                    | 方向                                    | 行先                                    |
| ------ | --------------------------------------- | --------------------------------------- | --------------------------------------- |
| 1      | 未使用（2007年12月8日までの下りホーム） | 未使用（2007年12月8日までの下りホーム） | 未使用（2007年12月8日までの下りホーム） |
| 2      | 池袋線                                  | 下り                                    | 所沢・飯能・豊島園方面                  |
| 3      | 池袋線                                  | 上り                                    | 椎名町・池袋方面                        |
| 4      | 未使用                                  | 未使用                                  | 未使用                                  |

昭和40年代（1965年〜1974年）まで貨物取り扱いをしていたことで長らく練馬・所沢・飯能方面行きホーム南側に側線を持ち、朝ラッシュ時に運用された編成の夕方までの一時留置に使用していたが、駅改良工事に伴い2005年10月に撤去され、当駅で留置されていた編成は池袋駅電留線、または保谷電留線への留置に転換された。また、かつては池袋方面行きホーム北側にも側線があり、工事・保線用機械が留置されていたり、保谷電留線から出庫し池袋に回送される旅客車両の時間調整や、定期列車の通過待ちに使用されていたことがある。
駅の改良工事は第三セクターの東長崎駅整備株式会社 を事業主体とし、国土交通省の鉄道駅総合改善事業として工事が行われ、2007年3月6日にホーム番号を変更、同年3月16日より新しい橋上駅舎の供用を開始した。さらに同年9月16日に新上りホームの供用を開始し、2面4線の形態となった。

## 利用状況
2024年（令和6年）度の1日平均乗降人員は25,544人であり、西武鉄道全92駅中38位。
近年の1日平均乗降・乗車人員の推移は下記の通り。
| 年度               | 1日平均 乗降人員 | 1日平均 乗車人員 | 出典     |
| ------------------ | ---------------- | ---------------- | -------- |
| 1990年（平成02年） |                  | 19,879           | [ * 1 ]  |
| 1991年（平成03年） |                  | 20,057           | [ * 2 ]  |
| 1992年（平成04年） |                  | 20,036           | [ * 3 ]  |
| 1993年（平成05年） |                  | 19,844           | [ * 4 ]  |
| 1994年（平成06年） |                  | 19,101           | [ * 5 ]  |
| 1995年（平成07年） |                  | 18,653           | [ * 6 ]  |
| 1996年（平成08年） |                  | 18,342           | [ * 7 ]  |
| 1997年（平成09年） |                  | 17,770           | [ * 8 ]  |
| 1998年（平成10年） |                  | 16,285           | [ * 9 ]  |
| 1999年（平成11年） |                  | 15,525           | [ * 10 ] |
| 2000年（平成12年） |                  | 14,811           | [ * 11 ] |
| 2001年（平成13年） |                  | 14,085           | [ * 12 ] |
| 2002年（平成14年） | 28,713           | 13,883           | [ * 13 ] |
| 2003年（平成15年） | 28,469           | 13,787           | [ * 14 ] |
| 2004年（平成16年） | 27,956           | 13,556           | [ * 15 ] |
| 2005年（平成17年） | 28,363           | 13,785           | [ * 16 ] |
| 2006年（平成18年） | 28,498           | 13,875           | [ * 17 ] |
| 2007年（平成19年） | 28,449           | 13,941           | [ * 18 ] |
| 2008年（平成20年） | 27,836           | 13,680           | [ * 19 ] |
| 2009年（平成21年） | 27,593           | 13,609           | [ * 20 ] |
| 2010年（平成22年） | 26,464           | 13,203           | [ * 21 ] |
| 2011年（平成23年） | 26,109           | 12,962           | [ * 22 ] |
| 2012年（平成24年） | 26,598           | 13,242           | [ * 23 ] |
| 2013年（平成25年） | 27,072           | 13,516           | [ * 24 ] |
| 2014年（平成26年） | 26,982           | 13,472           | [ * 25 ] |
| 2015年（平成27年） | 27,531           | 13,740           | [ * 26 ] |
| 2016年（平成28年） | 28,113           | 14,027           | [ * 27 ] |
| 2017年（平成29年） | 28,089           | 14,038           | [ * 28 ] |
| 2018年（平成30年） | 28,018           | 14,011           | [ * 29 ] |
| 2019年（令和元年） | 27,613           | 13,806           | [ * 30 ] |
| 2020年（令和02年） | 21,461           |                  |          |
| 2021年（令和03年） | 22,544           |                  |          |
| 2022年（令和04年） | 24,170           |                  |          |
| 2023年（令和05年） | 24,858           |                  |          |
| 2024年（令和06年） | 25,544           |                  |          |

## 駅周辺
- 練馬総合病院
- 豊島区区民ひろばさくら第一
- 豊島区長崎健康相談所
- 新宿区立西落合図書館
- 東京都立千早高等学校
- 豊島長崎郵便局
- 豊島南長崎郵便局
- 豊島長崎六郵便局
- 豊島南長崎六郵便局
- としま昭和病院
- 東急ストア東長崎店
- 西友 東長崎店
- サミットストア 東長崎店
- P-WOSH（スポーツクラブ）
- 長崎十字会
- 芳林堂書店
- 長崎銀座商店街
- 岩崎家住宅
- 五郎窪神社
- 都営地下鉄大江戸線 落合南長崎駅 - 徒歩10分

### バス路線
駅南口から直線距離で南へ約200メートル離れた「東長崎駅通り」停留所に、以下の路線バスが発着する。
- 都営バス
  - 白61：新宿駅西口行・目白駅前行・山吹町行

逆方向の練馬車庫前行・練馬駅行は、「南長崎五丁目」（目白通り上）に発着。

## 隣の駅
西武鉄道
 池袋線
■快速急行・■急行・■通勤急行・■快速・■通勤準急・■準急
通過
■各駅停車
椎名町駅 (SI02) - 東長崎駅 (SI03) - 江古田駅 (SI04)